# Hongdu Aviation Industry Corporation
La Hongdu Aviation Industry Corporation (in precedenza nota come China Nanchang Aircraft Manufacturing Corporation o CNAMC) è un'azienda aeronautica cinese. Fondata nel 1951, ha sede nella città di Nanchang, capoluogo della provincia dello Jiangxi, e fa parte del gruppo Aviation Industry Corporation of China (AVIC).

## Prodotti

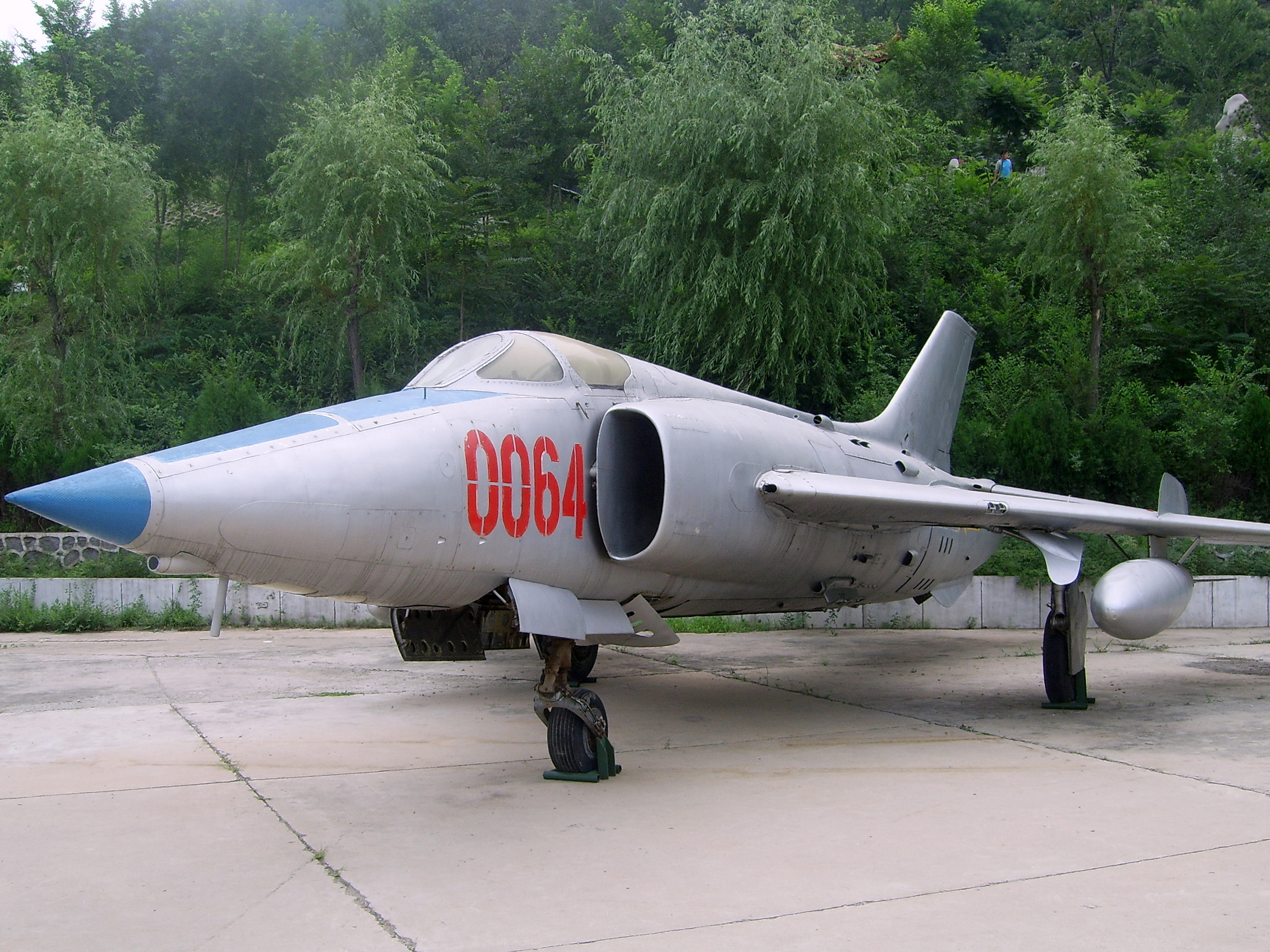
Nanchang Q-5 Fantan

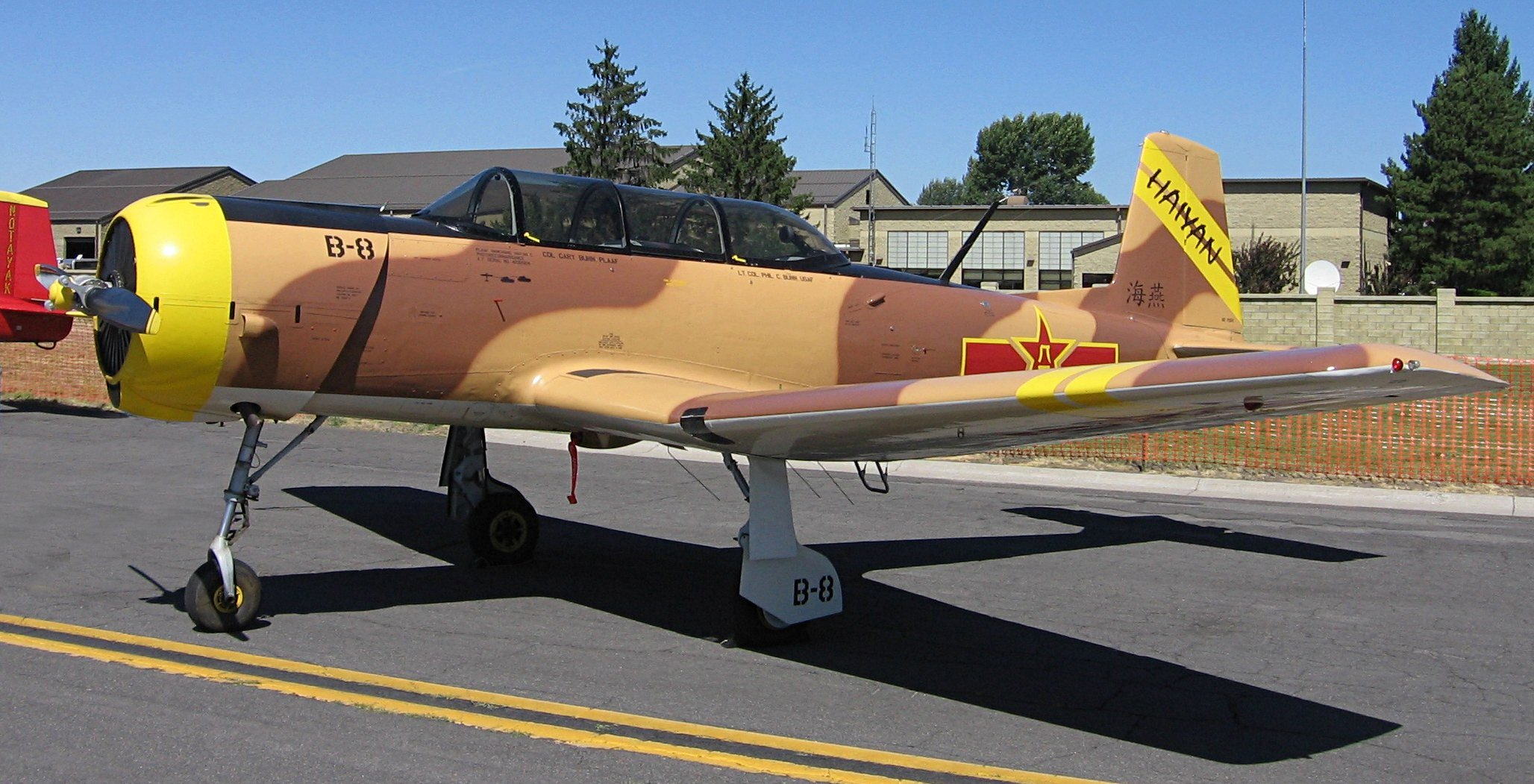
Nanchang CJ-6

### Aerei da caccia
- Q-5 "Fantan" (esportato con la designazione A-5) - velivolo d'attacco supersonico, monoposto, bimotore basato sul Mikoyan-Gurevich MiG-19.
- Q-6 - velivolo d'attacco con ala a geometria variabile, simile al MiG-23BN (cancellato)

### Progetti cancellati
- J-12 - velivolo d'attacco supersonico. Progettazione iniziata nel 1970, sviluppo abbandonato nel 1977. Un solo prototipo costruito.[3]

### Addestratori
- CJ-5 - aereo da addestramento basico biposto - variante dello Yak-18 (1958)
- CJ-6 - aereo da addestramento basico biposto, simile allo Yakovlev Yak-18.
- CJ-7 - aereo da addestramento biposto sviluppato congiuntamente dalla Hongdu e dalla Yak Aircraft Corporation.
- NAMC/PAC K-8 - aereo da addestramento basico biposto
- Hongdu JL-8 - aereo da addestramento intermedio biposto
- Hongdu L-15 - aereo supersonico, da addestramento avanzato

### Aerei agricoli
- Hongdu N-5 - aereo agricolo

### Elicotteri
- MD500E - elicottero leggero multiruolo
- MD520N - elicottero leggero multiruolo
- MD530F - elicottero leggero multiruolo
- MD600N - elicottero leggero monomotore a turbina

### Trasporto
- Yun-5 (Y-5) - biplano monomotore